# Římskokatolická farnost Hořetice
Římskokatolická farnost Hořetice (lat. Horraticium) je církevní správní jednotka sdružující římské katolíky na území vesnice Hořetice a v jejím okolí. Organizačně spadá do lounského vikariátu, který je jedním z 10 vikariátů litoměřické diecéze. Centrem farnosti je kostel svatého Vavřince v Hořeticích.

## Historie farnosti
Již před rokem 1384 byla v místě plebánie. Matriky jsou v místě vedeny od roku 1656. Farnost byla kanonicky nově ustavena roku 1858 jako samostatná. Do té doby byla farnost spravována z Hrušovan u Chomutova.

### Duchovní správcové vedoucí farnost
Začátek působnosti jmenovaného v duchovní správě farnosti od:
- 1356 Petrus
- Samuel
- 1370 Samuel z Teplé
- 1377 Jacobus z Prostiboře
- 1386 Joannes ze Senomat
- 1681 Ernestus Grossinger
- 1683 Dionisius Willis O.P.
- 1810 cap. arcis (zámecký kaplan) Jos. Grund, † 4. 5. 1817
- 1817 cap. arcis. Wenc. Kraetschmer, n. 14. 8. 1785 Oberřebschens., o. 17. 8. 1809, † 31. 5. 1836
- 1825 cap. arcis Franc. Beck, n. 21. 12. 1794 Zobiedicens., o. 23. 8. 1818, † 29. 3. 1864
- 1828 cap. arcis Christoph. Sachs, n. 1. 1. 1802 Plattens., o. 4. 9. 1826, † 10. 3. 1885
- 1848 cap. arcis. Josef Seemann, n. 12. 5. 1813 Hochpetsch, o. 3. 8. 1838
- 1858 proto-par. (1. farář) Josef Seemann, n. 12. 5. 1813 Hochpetsch, o. 3. 8. 1838, † 14. 1. 1870[4]
- 1870 Franz Gassauer, n. 3. 12. 1830 Wedruschitz, o. 25. 7. 1854, † 27. 3. 1894
- 1894 Jaroslaw Mlynář, n. 24. 9.1862 Neobolesl., o. 27. 5. 1888, † 19. 12. 1936
- 1904 Josef Müller,[3] n. 19. 7. 1873 Schluckenau, o. 21. 3. 1897, † 6. 11. 1945
- 1909 Ferd. Endl, n. 28. 9. 1877 Mittelberg, o. 13. 7. 1902, † 22. 3. 1927
- 1911 Bernh. Röttger, n. 9. 4. 1874 Neu Warendorf (G), o. 17. 7. 1904, † 15. 8. 1926
- 1913 par. vacat admin. excurr. Rich. Wewerka
- 1914 Jos. Kleissl, n. 27. 7. 1875 Chotieschau, o. 28. 9. 1902 , † 28. 2. 1960
- po roce 1945 Petr Holakovský O.Praem.
- 1. 10. 1948 Oldřich Reginald Mokrý O.Praem.
- 1. 4. 1949 Jan Václav hrabě Černín (Joann. Wencesl. comes de Czernin) O.Praem.
- 1. 8. 1957 Antonín Grus
- 9. 12. 1958 Jan Galbavý
- 1. 10. 1963 Ignác Stodůlka
- 1. 3. 1964 Milan Bezděk
- 1. 3. 1967 Antonín Audy
- 1. 2. 1969 Jan Hroznata Svatek O.Praem.
- 1. 5. 1969 Jaroslav Ludvík Stavinoha O.Praem.
- 1. 1. 1975 Jaroslav Saller CSsR
- 1. 7. 1993 Alexander Siudzig CSsR
- 1. 8. 1998 Augustin Josef Špaček O.Praem.
- 1. 3. 2000 Ivan Marek Zálehla O.Praem.
- 1. 9. 2001 Vilém Marek Štěpán, O.Praem., admin. exc. z Liběšic u Žatce[4]

Kromě kněží stojících v čele farnosti, působili ve farnosti v průběhu její historie i jiní kněží. Většinou pracovali jako farní vikáři, kaplani, katecheté, výpomocní duchovní aj.

#### Galerie duchovních

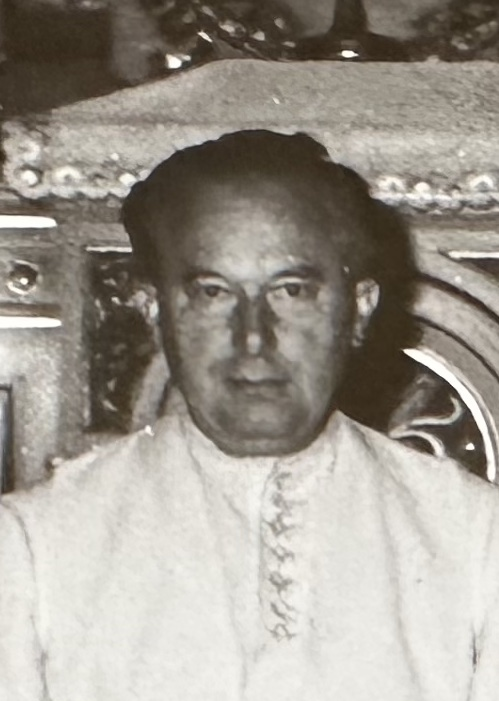
Petr Holakovský
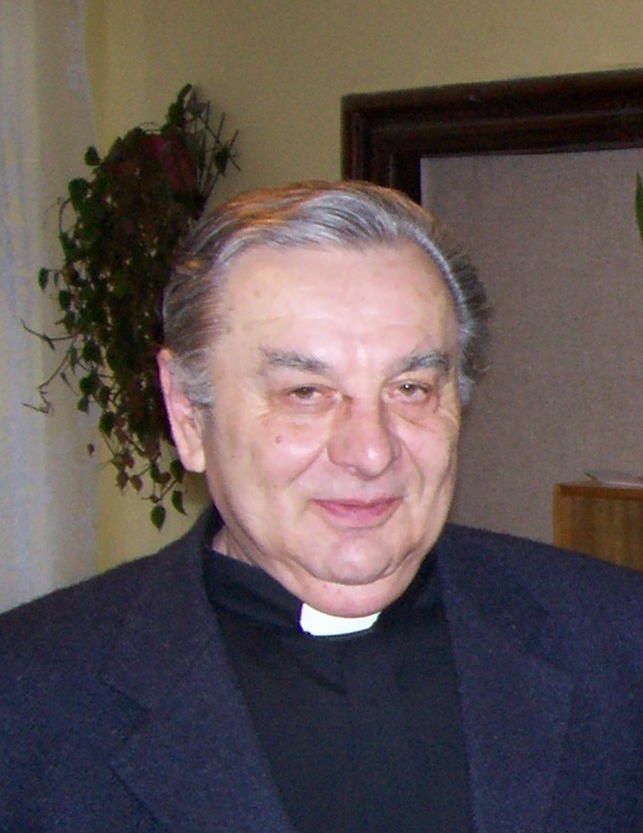
Antonín Audy
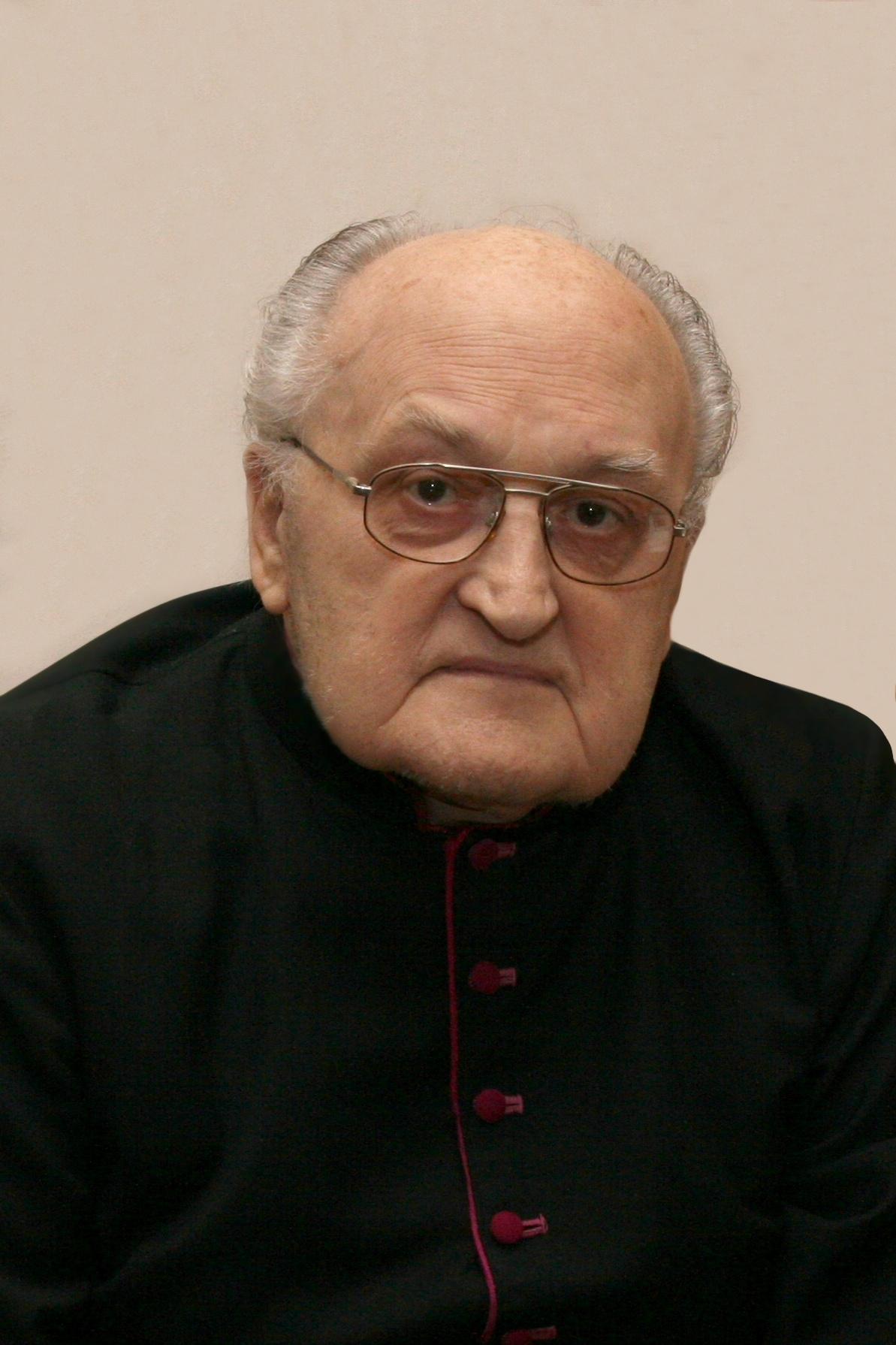
Milan Bezděk

## Území farnosti
Do farnosti náleží území obce:
- Hořetice (Horatitz)[p 2]
- Stroupeč (Straupitz)[p 2]
- Žiželice (Schiesselitz)[p 2]

## Římskokatolické sakrální stavby na území farnosti
| | Fotografie | Stavba                       | Místo    | Bohoslužby                      | Zeměpisné souřadnice             | Status          | Číslo kulturní památky           |
| Kostel | Kostel     | Kostel                       | Kostel   | Kostel                          | Kostel                           | Kostel          | Kostel                           |
| --- | ---------- | ---------------------------- | -------- | ------------------------------- | -------------------------------- | --------------- | -------------------------------- |
| 1. |            | Kostel sv. Vavřince          | Hořetice | bližší informace o bohoslužbách | 50°22′45″ s. š., 13°30′24″ v. d. | farní kostel    | 43280/5-1521 (Pk•MIS•Sez•Obr•WD) |
| Kaple |            |                              |          |                                 |                                  |                 |                                  |
| 2. |            | Kaple Navštívení Panny Marie | Žiželice | bližší informace o bohoslužbách | 50°22′1″ s. š., 13°32′37″ v. d.  | hřbitovní kaple | 43385/5-1517 (Pk•MIS•Sez•Obr•WD) |
| Některé drobné sakrální stavby a pamětihodnosti lze dohledat zde v databázi Drobné sakrální památky Zaniklé sakrální stavby lze dohledat zde v databázi Poškozené a zničené kostely, kaple a synagogy v České republice |            |                              |          |                                 |                                  |                 |                                  |

Ve farnosti se mohou nacházet i další drobné sakrální stavby, místa římskokatolického kultu a pamětihodnosti, které neobsahuje tato tabulka.

## Příslušnost k farnímu obvodu
Z důvodu efektivity duchovní správy byl vytvořen farní obvod  (kolatura) farnosti Liběšice u Žatce, jehož součástí je i farnost Hořetice, která je tak spravována excurrendo.